# Nelson Freire
Pour les articles homonymes, voir Freire.
Nelson Freire est un pianiste classique brésilien, né le 18 octobre 1944 à Boa Esperança et mort le 1er novembre 2021 à Rio de Janeiro.

## Biographie
Né le 18 octobre 1944 à Boa Esperança (État de Minas Gerais), Nelson Freire est un enfant prodige dont le talent contraint ses parents à déménager pour Rio de Janeiro. Il y étudie le piano dès l'âge de cinq ans avec Nise Obino et avec Lucia Branco, une élève d’Arthur de Greef, l’élève de Franz Liszt, dans ce qui est alors la capitale de l'État fédéral du Brésil. Il joue en public dès la petite enfance, mais fort peu, ses parents et ses professeurs le protégeant de toute exploitation.
En 1957, 7e place au Concours international de Rio et plus jeune lauréat, il se distingue grâce à la radiodiffusion du Concerto « Empereur » de Beethoven qu’il interprète à douze ans lors des épreuves du concours. Il enregistre un disque Chopin comportant la Quatrième Ballade et obtient une bourse du président du Brésil pour aller étudier à Vienne avec Bruno Seidlhofer, qui fut aussi le professeur de Friedrich Gulda. Dans la capitale autrichienne, il fait la connaissance de Martha Argerich, qui deviendra par la suite sa grande amie et avec laquelle il forma un duo qui exista jusqu'à la fin de sa vie.
En 1962, Nelson Freire rentre au Brésil, sans avoir gagné de concours. Déprimé, il ne peut plus jouer que quatre ou cinq mesures d’un morceau avant de s’arrêter. C’est d’un ami, avec qui il parvient à faire du quatre-mains, qu'arrive le déclic : il lui offre la partition des deux Rhapsodies de Brahms. Freire les joue toutes les deux, du début à la fin : il est guéri. Freire vouait depuis sa prime adolescence un culte au compositeur allemand.
À vingt ans, Nelson Freire reçoit la médaille Dinu Lipatti à Londres de la part de la pianiste britannique Harriet Cohen, qui était membre du jury du Concours Reine Elisabeth l’année précédente, où il n'avait pas dépassé le premier tour des éliminatoires. Sur les conseils des pianistes Anna Stella-Schic et Arnaldo Estrella, il se présente au Concours Vianna-da-Motta à Lisbonne dont il remporte le premier prix (ex aequo avec le Soviétique Vladimir Krainev). En 1972, c’est la première récompense discographique : le Prix Edison pour l’enregistrement des Préludes de Chopin.
Pendant deux décennies, Nelson Freire se produit dans le monde entier, fait de nombreuses tournées avec orchestre[réf. nécessaire], mais prend ses distances avec l’enregistrement de disques, mais laisse publier quelques CD captés en public. Il partage sa vie entre le Brésil et Paris et joue dans le monde entier. Il a enregistré pour diverses maisons de disques dont Philips et Deutsche Grammophon, et en exclusivité pour CBS, Teldec et Decca.
Nelson Freire a toujours dit avoir été influencé par les géants du passé tels Sergueï Rachmaninov et Walter Gieseking, tout en citant son amie Martha Argerich comme la meilleure pianiste de sa génération.
A Paris, il habitait au 45, rue de Chaillot, tout comme Martha Argerich.
Nelson Freire meurt à 77 ans, le 1er novembre 2021, à Rio de Janeiro.

## Style
Doté d’une aisance technique qui lui permet de surmonter les difficultés des partitions, ses interprétations allient poésie, raffinement, grâce, sensibilité, tout en respectant scrupuleusement les indications des compositeurs. Son répertoire va de Bach à la musique brésilienne de son temps, avec une prédilection pour Chopin, Schumann, Beethoven...

## Décorations
- Officier de l'ordre des Arts et des Lettres (2007)[6]
- Chevalier de la Légion d'honneur (2011)[6]

## Enregistrements
Nelson Freire a enregistré son premier disque consacré à Chopin en 1957, alors qu'il n'avait pas encore 13 ans. Après quoi, à la fin des années 1960, il a enregistré les concertos de Schumann, de Grieg et de Tchaïkovski, ainsi que la Totentanz de Liszt avec Rudolf Kempe et la Philharmonie de Munich pour CBS. Pour cet éditeur, il a aussi enregistré la Sonate en si mineur de Liszt, la 3e Sonate de Brahms, les Impromptus op.90 de Schubert, le Carnaval de Schumann, la Sonate op. 58 et les 24 Préludes de Chopin.
Aux années 1970 il a enregistré chez Telefunken/Teldec des œuvres de Chopin et Villa-Lobos. Pour Philips (1983), un récital à deux pianos avec Martha Argerich qui comprend La valse de Ravel, la 2e Suite de Rachmaninov et les Variations sur un thème de Paganini de Witold Lutosławski.
Sous contrat avec la firme Decca depuis 2002, il a enregistré des disques consacrés à Chopin, Schumann, Brahms, Debussy, Liszt et à des compositeurs brésiliens.
Il a enregistrré avec le Gewandhaus de Leipzig et Riccardo Chailly les Concertos de Brahms (prix Gramophone "Enregistrement de l'année" et nommé pour le Grammy) et le Concerto « Empereur » de Beethoven.
Ses derniers disques publiés comprennent le Concerto en fa mineur de Chopin enregistré à Cologne avec le chef d'orchestre Lionel Bringuier, ainsi que la Quatrième Ballade de Chopin (2014), des œuvres de Bach, y compris des transcriptions (2016) et des pièces qu'il a souvent joué comme bis, comme Gluck-Sgambati, Grieg, Mompou, Rachmaninoff et Scriabine (2019).